# Margit Kern
Margit Kern (* 1968) ist eine deutsche Kunsthistorikerin.

## Leben
Sie studierte Kunstgeschichte, Theaterwissenschaften und Philosophie in Erlangen, Wien und Berlin. 1998 promovierte sie an der Freien Universität Berlin.
Seit Oktober 2012 lehrt sie als Professorin für Kunstgeschichte am Kunstgeschichtlichen Seminar der Universität Hamburg.
2014 wurde sie zum Mitglied der Academia Europaea gewählt.

## Schriften (Auswahl)
- Tugend versus Gnade. Protestantische Bildprogramme in Nürnberg, Pirna, Regensburg und Ulm. Berlin 2002, ISBN 3-7861-2391-8.
- als Herausgeberin: Geschichte und Ästhetik. Festschrift für Werner Busch zum 60. Geburtstag. Berlin 2004, ISBN 3-422-06529-6.
- als Herausgeberin: España a través de la cámara. Das Spanienbild im Fotobuch. Leipzig 2008, ISBN 978-3-938442-57-9.
- Transkulturelle Imaginationen des Opfers in der Frühen Neuzeit. Übersetzungsprozesse zwischen Mexiko und Europa. Berlin/München 2013, ISBN 978-3-422-07153-7.